# Albatro Siracusa
La Teamnetwork Albatro (per motivi di sponsorizzazione) o Siracusa, è la principale società di pallamano della città di Siracusa. 
Milita in Serie A Gold, il massimo campionato nazionale italiano di pallamano maschile.

Fondata nel 1994, la Teamnetwork Albatro è il secondo club in Sicilia per maggior numero di partecipazioni a campionati di massima serie (14) dopo il C.C. Ortigia Siracusa (17), che vanta nel suo palmares 3 scudetti e 2 coppe Italia. Considerevole il fatto che a comandare questa speciale classifica vi siano due squadre appartenenti alla città di Siracusa.
I colori sociali del club sono l'arancione e il blu. 
L'attuale impianto sede delle gare interne è il PalaAkradina.

## Storia

### Le origini e l’approdo in serie A1
L'ASD Albatro Teamnetwork Siracusa viene fondata nel 1994 a Siracusa da un gruppo di appassionati della pallamano. Presieduta nel biennio 1994-1996 da Raffaele Garipoli, e nei successivi dieci anni di vita che ottiene i migliori risultati con al timone del club Aldo Modica. Nel 2002 con la scomparsa dell'Ortigia Siracusa avvenuta nel  (nel palmares 3 scudetti e 2 coppa Italia), l'Albatro eredita la tradizione sportiva pallamanistica della città, riuscendo nel giro di cinque anni a ricollocare Siracusa nell'olimpo della pallamano italiana.
Il club presieduto da Aldo Modica dopo aver ottenuto nella stagione 2004-2005 la promozione al campionato di Serie A2, ottiene nel 2007 la storica promozione in Serie A Élite riportando la città di Siracusa in massima serie, rimanendovi poi per tre anni consecutivi, cogliendo anche un 5º posto nella stagione 2008-09.

### Dalla Serie A1 alle ripartenze in Serie B
Retrocessa in Serie A1 nel 2010, rinuncia al campionato per problemi finanziari, decidendo di ripartire dalla Serie B valorizzando al meglio il settore giovanile.
Ripartito dalla terza serie, nel giro di due anni ottiene una doppia promozioni, tornando nel 2013 in massima serie. Al ritorno in Serie A1, la squadra ottiene la salvezza attraverso i Play-out senza troppi patemi.
Nella stagione 2014-2015 partecipa alla Final Eight (organizzata a Siracusa) classificandosi al 7º posto. Nello stesso anno, dopo aver terminato la stagione regolare al secondo posto, gioca lo spareggio per accedere alla semifinale, disputando un triangolare con Trieste e Carpi sul campo neutro di Chieti, ma perde sia con gli alabardati per 32 a 29 che con gli emiliani per 30 a 16.
L'anno successivo, stagione 2015-2016, la squadra viene rinforzata con gli arrivi dei centrali uruguaiani Diego Morandeira e Martín Molina e l'argentino Nicolás Polito ex Pressano, confermando il secondo posto in classifica e l'accesso alla fase Play-off. Qui a differenza dell'anno precedente, la squadra non si ripete, classificandosi al terzo posto, non potendo disputare il triangolare con le migliori seconde.
Il campionato 2016-2017, per i ragazzi allenati da Giuseppe Vinci è un anno di sperimentazione, in quanto la società decide di inserire alcuni ragazzi del settore giovanile in prima squadra (fra tutti Umberto Bronzo figlio di Corrado Bronzo ex campione d'Italia e Gianluca Vinci figlio dell'allenatore Giuseppe Vinci) facendogli maturare esperienza e gettoni di presenza in Serie A. Tra gli acquisti spicca il nome di Pierluigi Di Marcello, portiere con esperienza ventennale in massima serie ed in Nazionale. Per gli stranieri le scelte ricadono sul terzino serbo Ivan Stojanović e il centrale croato Bruno Brzić (per lui un ritorno). Al termine della stagione si finisce terzi alle spalle dei campioni d'Italia dello Junior Fasano e del Conversano autentica rivelazione del girone. Ai Play-off l'Albatro non ripete i buoni propositi, deludendo le aspettative e chiudendo la stagione al terzo posto.
Per la stagione 2017-2018, vengono definite dalla FIGH le nuove regole per la composizione della prossima Serie A - 1ª Divisione Nazionale che prenderà il via nella stagione 2018-2019, con novità principale il ritorno al passato del girone unico. Pertanto le squadre che ne prenderanno parte, verranno dimezzate, con le prime due classificate di ogni girone che accederanno alla Poule Play-Off ottenendo il pass automatico per la prossima serie A ad unico girone e gare per la qualificazione scudetto. Per la terza e la quarta classificata, invece, sarà Poule Promozione: solo le prime tre otterranno l’accesso alla prossima massima serie. Le squadre che termineranno questa fase in quarta, quinta o sesta posizione dovranno affrontare le compagini che avranno superato la Poule Play-Out (dalla 5ª alla 10ª posizione durante la regular season.
La modifica delle regole, inducono l'Albatro a rafforzare l'organico in modo consistente, in modo da non farsi scappare l'obiettivo stagionale, che è quello di partecipare alla prossima Serie A a girone unico. Il primo acquisto che ha un certo clamore è quello del pivot trentacinquenne cileno naturalizzato italiano Marco Antonio Oneto Zuñiga, alla prima esperienza in Italia, nel suo palmarès la vittorie di una Champions League con la maglia del Barcellona e di una EHF Challenge Cup con quella dello Sporting di Lisbona. Successivamente vengono acquistati il trentunenne terzino/centrale Máximo Murga (italo-argentino per lui un ritorno) ed il ventottenne croato Nikola Kedžo. Terminata la stagione tra mille difficoltà, raggiungendo all'ultima giornata la qualificazione alla Poule Promozione guadagnandosi un terzo posto insperato, i ragazzi allenati da Giuseppe Vinci vengono inserite in un girone di ferro per la disputa del girone unico di Serie A con Trieste e Bressanone fra tutte. Dopo un avvio difficile, al termine del raggruppamento, i bianconeri riescono in un finale al cardiopalma, a classificarsi al terzo posto, ultimo posto utile per l'accesso in Serie A, battendo prima tra le mura amiche il Cologne e poi in trasferta l'Oriago Padova.
Nel luglio del 2018 lo sponsor Teamnetwork della famiglia Di Stefano decide di non rinnovare il sostegno economico all'Albatro, causando per il sodalizio aretuseo la rinuncia al massimo torneo di pallamano, costringendo l'Albatro a ripartire dal campionato regionale di Serie B.

### Lo sviluppo del movimento femminile
Il movimento femminile si sviluppa dopo gli anni duemila, ed esattamente nel 2013 avviene la prima partecipazione ad un campionato ufficiale, quando la formazione siracusana si iscrive al campionato di Serie B. La formazione allenata da mister Rosapinta, composta da un mix di ex giocatrici della gloriosa EOS Siracusa (che tanto bene fece nel panorama nazionale italiano) e qualche giovane promettente del settore giovanile, così si appresta a rappresentare dopo alcuni anni di assenza dai campionati la città di Siracusa. Al termine della stagione, le ragazze siracusane stravincono il proprio girone, approdando con merito in Serie A2. Suo mal grado, per via di un carente settore giovanile, qualche problema di carattere tecnico, e soprattutto un maggiore impegno economico a dover affrontare l'anticamera della Serie A, costringe il sodalizio del presidente Laudani a dover rinunciare partecipando al solo settore giovanile per permettere un maggiore sviluppo del movimento.
Per la stagione 2017-2018 all'Albatro Teamnetwork femminile viene accettata dal Consiglio federale, la richiesta di partecipare al campionato di Serie A2, venendo inserita nel girone E, insieme alle siciliane Messina, Aetna Mascalucia, Licata, Leali Marsala e le calabresi del Meta2 di Badolato in provincia di Catanzaro. Fin dalle primissime battute, le ragazze allenate dal duo Calvo/Signorelli stazionano in alta classifica. Al termine della stagione, chiuderanno al terzo posto dietro Messina e Meta2, valorizzando diverse atlete del vivaio giovanile.
I noti problemi economici che hanno coinvolto il club nel luglio del 2018 inducono la presidenza a cedere il titolo alla neonata società aretusea Asd Pallamano Aretusa, che così facendo tengono in vita il movimento femminile, mantenendo la categoria di Serie A2.

### Vittoria Coppa Sicilia e ritorno in Serie A1
Il 24 novembre 2018, a distanza di diversi anni, torna a giocarsi a Siracusa un derby di pallamano, fra l'Albatro e l'Aretusa, formazione neonata, fondata da Placido Villari (ex Vigili del Fuoco e Albatro) ed allenata da Luigi Rudilosso, ex bandiera di quel CC Ortigia campione d'Italia. La gara terminata 30-20 per l'Albatro, ha visto presenti sulle tribune circa 500 spettatori, che nonostante la categoria ha dimostrato di meritare ben altre platee.
Il 2 e 3 febbraio a Siracusa si disputano le finali di Coppa Sicilia, e l'Albatro si aggiudica il trofeo battendo in finale la Girgenti Agrigento con il punteggio di 38-24. Al termine della stagione verrà promossa in Serie A2 con un ruolino di marcia inarrestabile, che la porteranno a vincere tutte le gare di campionato.
L’anno successivo i ragazzi allenati da mister Vinci ripetono i risultati della passata stagione, vincendo il proprio girone con tutte vittorie ed una sola sconfitta. Ripetuti anche i risultati in Coppa Sicilia, dove il club ottiene nuovamente la vittoria della competizione. Gli eventi drammatici dovuti alla crisi epidemiologica mondiale dati dal Coronavirus che ha colpito anche l’Italia, induce la Federazione a intraprendere misure eccezionali, dichiarando in anticipo la chiusura di tutti i campionati, interrompendo le fasi finali. Ragion per cui, l’Albatro In virtù della prima posizione in classifica momentanea, viene automaticamente promossa in Serie A1.

### Il ritorno al girone unico di Serie A1 e le ambizioni del club
La stagione 2020-2021 vede l'Albatro arrancare ad inizio campionato, ma con il passare delle giornate la squadra comincia a macinare gioco e risultati: al termine del girone di andata i punti conquistati sono appena sei; con un girone di ritorno sublime, che vede le vittorie contro squadre blasonate come Cassano Magnago, Junior Fasano, Pressano e Siena, oltre che alle vittorie negli scontri diretti con Trieste ed Eppan, la formazione guidata da Vinci ottiene quindici punti e vincendo l'ultima trasferta stagionale a Molteno si salva con una giornata d'anticipo.
L'annata 2021-2022 per l'Albatro Siracusa, risulterà una delle stagioni più travagliate. Adottati i nuovi colori sociali (l'arancione e il blu), i ragazzi allenati da Giuseppe Vinci faticano ad emergere nel corso della stagione, classificandosi al termine del campionato all'ultimo posto in classifica, con appena quattro punti conquistati (frutto di una vittoria e due pareggi). Ammessa ai play-out per non retrocedere, agli aretusei riesce l'impresa di conquistare la salvezza ai danni dell'Eppan, dove alla luce delle tre gare, ottiene dapprima un pareggio casalingo per 26-26 (giocata a Rosolini in campo neutro), un pareggio ad Appiano per 24-24, vincendo la gara decisiva, per 26-21, che permette al sodalizio del presidente Laudani di mantenere la categoria.
Nel 2022 dopo ben 11 anni di collaborazione, il club decide di sostituire l’allenatore Giuseppe Vinci, affidando il ruolo a Fabio Reale. Nel biennio successivo il club otterrà un nono ed un ottavo posto in classifica, a partire dal 2024 la panchina viene affidata allo spagnolo Mateo Garralda che dopo essere subentrato a Rodolfo Jung, ed aver ottenuto una salvezza tranquilla, viene riconfermato per la stagione 2024-2025, annata importante per l’Albatro che dichiara apertamente di voler competere per vincere lo scudetto.
La stagione 2024-2025 vede la compagine aretusea costruire un roster di primo piano, soprattutto grazie agli innesti di Filippo Angiolini (fresco vincitore di scudetto con lo Junior Fasano nonché in pianta stabile della nazionale italiana), e degli stranieri Sanek e Karanović. La stagione vede i blu arancio protagonisti fin da subito, sempre nei piani alti della classifica, con il girone di ritorno ancor più avvincente, che registra la squadra di mister Garralda agganciare la zona playoff per lo scudetto, e addirittura il 12 aprile 2025 a seguito della vittoria ottenuta ai danni del Cingoli per 33-31, raggiungere la testa della classifica in solitario del campionato di massima serie, risultato storico per il club aretuseo dall’anno della sua fondazione (1994), nonché aver eguagliato l’Ortigia Siracusa dopo circa un trentennio dall’ultima volta . Al termine della stagione regolare, gli aretusei si classificano al terzo in classifica accedendo automaticamente ai playoff scudetto, incrociando negli accoppiamenti il Black Devils Merano. 
In gara 1 gli aretusei perdono in Alto Adige per 29-24, mentre in gara 2 dopo una prestazione superlativa, grazie anche al sostegno del proprio pubblico s’impone con il medesimo risultato (29-24) rinviando il discorso qualificazione a gara 3, perdendo poi in quel di Merano 31-24, non guadagnando di fatto il pass per la finale scudetto. Il piazzamento ottenuto in questa stagione dà comunque la possibilità all'Albatro di partecipare nuovamente, e dopo 15 anni, ad una coppa europea, l'European Cup in cui incontrerà l'Olympiakos l'11/12 ottobre al PalaAcradina, e sette giorni dopo all'Ilioupoli Indoor Hall de Il Pireo. 

## Colori e simboli

### Colori
I colori sociali dell’Albatro originariamente erano il bianco ed il nero, per poi essere modificati parzialmente negli anni 2020 con la casacca interamente nera. Dal 2023 il club decide di cambiare radicalmente colori sociali, indossando maglie da gioco di color blu e arancio, graficamente nella parte superiore viene dato un senso di movimento con il piumaggio dell’Albatros.

### Simboli ufficiali

#### Stemma
Il simbolo dell’Albatro è composto da una lettera A di Albatro riproposta graficamente con il grande uccello marino che insegue un pallone. Inserite nel logo anche la denominazione del club Albatro Siracusa e l’anno di fondazione 1994.

#### Inno
Dal 2023 l’Albatro ha un proprio inno, composto da Massimiliano Ricciardo che viene riproposto nelle gare casalinghe del club.

#### Mascotte
In ogni gara casalinga è presente Albi la mascotte dell’Albatro che intrattiene gli spettatori durante l’ingresso in campo o al time-out.

## Strutture

### Palasport
L'Albatro disputava le gare interne all'interno del Palazzetto dello sport PalaLoBello intitolato a Concetto Lo Bello, grazie alla collaborazione con il Comune di Siracusa che detiene la proprietà dell'impianto. Il Pala Lo Bello ha una capienza complessiva di 2.700 posti a sedere.
Dal 2021 disputa le proprie gare casalinghe al PalaAkradina.

## Società
La matricola storica del club è la n. 1969, in essere dal 1994.
| Anni      | Denominazione             |
| --------- | ------------------------- |
| 1994-2014 | Albatro Handball Siracusa |
| 2014-oggi | Teamnetwork Albatro       |

### Organigramma societario
Di seguito l'organigramma della società.
- Alessandro Di Stefano - Proprietario
- Vito Laudani  -Presidente
- Gabriele Di Stefano - General Manager
- Prospero Dente - Responsabile Stampa
- Salvatore Barbagallo - Official photographer

### Sponsor
Di seguito l'elenco dei fornitori tecnici e degli sponsor ufficiali della Teamnetwork Albatro
- 1994-1998 Lotto
- 1999-2007 Legea
- 2007-2012 Joma
- 2012-2017 Givova
- 2017-2020 Hummel
- 2020-2021 Kreas Design
- 2021-oggi Joma

- 1994-2014 ...
- 2014-2015 Teamnetwork/Edil Sir
- 2015-2016 Teamnetwork
- 2016-2017 Teamnetwork/Athena Palace/Teyco
- 2017-2018 Teamnetwork/Euro Tour/Dafne
- 2018-2020 Teamnetwork
- 2020-oggi Teamnetwork/Regione Siciliana

## Pallamanisti

### Contributo alle nazionali di pallamano
- Manuel Adler - (2015) -  Uruguay
- Umberto Bronzo - (2018) -  Italia
- Filippo Angiolini - (2024) -  Italia

### Pallamanisti stranieri
Di seguito l'elenco dei pallamanisti stranieri che si sono susseguiti negli anni
- 2007-2008
  -  Gonzalo Viscovich
  -  Fernando García
  -  Nenad Strbac
  -  Ivan Simonovič
- 2008-2009
  -  Maia Sánchez
  -  Fernando García
  -  Carlos Arias
  -  Bruno Brzić
  -  Kamil Heinz
- 2009-2010
  -  Christophe Zuniga
  -  Lalyo Hitkov Ivanov
  -  Fernando García
  -  Carlos Arias
  -  Gonzalo Viscovich
  -  Martín Viscovich
  -  Kamil Heinz
  -  Nenad Strbac
- 2013-2014
  -  Luciano Brancaforte
  -  Dinko Dedović
- 2014-2015
  -  Manuel Adler
  -  Ben Hamida Mohamed Alì
  -  Luciano Brancaforte
  -  Dinko Dedović
  -  Máximo Murga
- 2015-2016
  -  Diego Morandeira
  -  Máximo Murga
  -  Luciano Brancaforte
  -  Nicolás Polito
  -  Dinko Dedović
  -  Manuel Adler
  -  Martín Molina
- 2016-2017
  -  Martín Molina
  -  Ivan Stojanović
  -  Bruno Brzić
- 2017-2018
  -  Marco Oneto
  -  Nikola Kedžo
  -  Javier Grande
  -  Máximo Murga
  -  Juan Ignacio Cantore
  -  Ben Hamida Mohamed Alì
  -  Emanuel Álvarez
- 2018-2019 
  -  Máximo Murga
  -  Bruno Desimone
  -  Federico Vanoli
- 2019-2020 
  -  Máximo Murga
  -  Federico Vanoli
  -  Nestor Pennacchio
  -  Jonas Vainauskas
  -  Fernando Márquez
  -  Juan Pablo Cuello
- 2020-2021  Máximo Murga
  -  Federico Vanoli
  -  Juan Pablo Cuello
  -  Javier Grande
  -  Marko Bobičić
  -  Tomás Valentín Cañete
  -  Martín Molineri
  -  Alex Castillo
- 2021-2022 
  -  Máximo Murga
  -  Marko Bobičić
  -  Leonardo Bianchi
  -  Hamza Fredj
  -  Francisco Morettin
  -  Juan Ignacio Zungri
- 2022-2023 
  -  Marko Bobičić
  -  Máximo Murga
  -  Leonardo Bianchi
  -  Juan Ignacio Zungri
  -  Matija Gligić
  -  Jan Gorela
  -  Julián Souto Cueto
  -  David Gligić
- 2023-2024 
  -  Pedro Enrique Hermones
  -  Alex Németh
  -  Juan Pauloni
  -  Julián Souto Cueto
  -  Alain Eyebe
  -  Marko Bobičić
  -  Máximo Murga
  -  Juan Ignacio Cantore
  -  Juan Ignacio Zungri
  -  Patricio Crotti
- 2024-2025 
  -  Pedro Hermones
  -  Albin Mesanovic
  -  Albert Sanek
  -  Juan Pauloni
  -  Marko Bobičić
  -  Juan Ignacio Cantore
  -  Juan Ignacio Zungri
  -  Martín Molina
  -  Luka Karanović
  -  Cirilio
  -  Felipe Coutinho

## Rosa

### Rosa 2025-26
| N° | Naz.                  | Ruolo | Sportivo            | Anno |  |  |
| -- | --------------------- | ----- | ------------------- | ---- |  |  |
| 1  | Italia (bandiera)     | P     | Salah Rihai         | 2004 |  |  |
| 3  | Portogallo (bandiera) | A     | Nuno Santos         | 1992 |  |  |
| 5  | Italia (bandiera)     | PV    | Vito Claudio Marino | 1994 |  |  |
| 6  | Italia (bandiera)     | PV    | Gianpaolo Sciorsci  | 2000 |  |  |
| 7  | Italia (bandiera)     | T     | Filippo Angiolini   | 1999 |  |  |
| 15 | Italia (bandiera)     | A     | Gianluca Vinci      | 1999 |  |  |
| 17 | Argentina (bandiera)  | T     | Nahuel Pereyra      | 2005 |  |  |
| 22 | Brasile (bandiera)    | PV    | Felipe Coutinho     | 2000 |  |  |
| 24 | Italia (bandiera)     | T     | Cristian Guggino    | 2003 |  |  |
| 27 | Spagna (bandiera)     | T     | Álvaro de la Santa  | 2001 |  |  |
| 30 | Brasile (bandiera)    | T     | Cirilo              | 1999 |  |  |
| 32 | Montenegro (bandiera) | T     | Marko Bobičić       | 1992 |  |  |
| 39 | Brasile (bandiera)    | P     | Pedro Hermones      | 1993 |  |  |
| 55 | Egitto (bandiera)     | T     | Hazem Mamdouh       | 1998 |  |  |
| 81 | Italia (bandiera)     | A     | Giuseppe Cuzzupè    | 2004 |  |  |

### Staff tecnico
- Allenatore:  Mateo Garralda
- Vice allenatore:  Lorenzo Martelli
- Assistente:  Fabio Reale

## Statistiche e record

### Statistiche di squadra
Per numero di partecipazioni a campionati di massima serie, tra le società più rappresentative nel panorama isolano troviamo al primo posto il C.C. Ortigia Siracusa, con le sue 17 partecipazioni (3 scudetti e 2 coppe Italia nel suo palmares), a seguire l'Albatro Siracusa 14 partecipazioni e l'Haenna 6.

### Partecipazione ai campionati
| Livello | Categoria     | Partecipazioni | Debutto   | Ultima stagione | Totale |
| ------- | ------------- | -------------- | --------- | --------------- | ------ |
| 1°      | Serie A Élite | 3              | 2007-2008 | 2009-2010       | 14     |
| 1°      | Serie A Gold  | 11             | 2013-2014 | 2025-2026       | 14     |
| 2°      | Serie A1      | 1              | 2010-2011 | 2010-2011       | 4      |
| 2°      | Serie A2      | 3              | 2005-2006 | 2019-2020       | 4      |
| 3°      | Serie B       | 7              | 1998-1999 | 2018-2019       | 7      |
| 4°      | Serie C       | 4              | 1995-1996 | 2000-2001       | 4      |
| 5°      | Serie D       | 1              | 1994-1995 | 1994-1995       | 1      |

#### Albatro Academy
| Livello | Categoria | Partecipazioni | Debutto   | Ultima stagione | Totale |
| ------- | --------- | -------------- | --------- | --------------- | ------ |
| 3°      | Serie B   | 3              | 2023-2024 | 2025-2026       | 3      |

### Coppe nazionali
| Coppa           | Partecipazioni | Debutto   | Ultima stagione |
| --------------- | -------------- | --------- | --------------- |
| Coppa Italia    | 9              | 2007-2008 | 2023-2024       |
| Handball Trophy | 3              | 2007-2008 | 2009-2010       |

### Coppe regionali
| Coppa         | Partecipazioni | Debutto   | Ultima stagione |
| ------------- | -------------- | --------- | --------------- |
| Coppa Sicilia | 2              | 2018-2019 | 2019-2020       |

### Coppe europee
| Coppa             | Partecipazioni | Debutto   | Ultima stagione |
| ----------------- | -------------- | --------- | --------------- |
| Challenge Cup     | 1              | 2009-2010 | 2009-2010       |
| Coppa delle Coppe | 1              | 2010-2011 | 2010-2011       |

## Tifoseria
A Siracusa la disciplina sportiva della pallamano è da sempre uno tra gli sport maggiormente seguiti in città. Fin dagli anni ottanta viene riscontrata una notevole affluenza di spettatori, grazie soprattutto alle gesta sportive compiute dall’Ortigia Siracusa capace di vincere 3 scudetti e 2 coppe Italia, con punte di oltre 2.000 spettatori. Questa tradizione nel tempo è stata ereditata e mantenuta dall’Albatro, che negli anni ha fatto registrare sempre un buon seguito di tifosi nelle gare casalinghe, risultando tra l’altro una delle tifoserie più calorose del campionato di massima serie. Nel 2015 durante lo svolgimento della Final Eight di Coppa Italia disputata a Siracusa, nella gara inaugurale della competizione gli aretusei affrontarono il Romagna davanti a oltre 1.200 spettatori, con presenza degli ultras del Siracusa Calcio

## Palmarès
maschile
- Serie A2 : 3
2006-2007, 2012-2013, 2019-2020
- Serie B : 3
2004-2005, 2011-2012, 2018-2019
- Serie C : 2
1997-1998, 2000-2001
- Coppa Sicilia: 2
2018-2019, 2019-2020
- Campione regionale under 18: 5
2006-2007, 2007-2008, 2009-2010, 2016-2017, 2024-2025
- Campione regionale under 16: 4
2008-2009, 2014-2015, 2015-2016, 2016-2017
- Campione regionale under 14: 2
2012-2013, 2014-2015
- Campione regionale under 13: 1
2017-2018
- Campione regionale under 12: 4
2011-2012, 2012-2013, 2014-2015, 2016-2017

femminile
- Serie B : 1
2013-2014
- Campione regionale under 16
2014-2015, 2015-2016
- Campione regionale under 14
2014-2015

## Onorificenze
- 2020  Stella di bronzo al merito sportivo[12]